# 萨拉托夫河
セオイ川或萨拉托夫河（俄语：Река Саратовская）是国后岛的河，长14公里，流域面积55平方公里，注入南千岛海峡。

## 引用
1. ↑  М·Г·瓦西科夫斯基. . 列宁格勒: 气象出版社. 1973 （俄语）.
2. ↑  . Verumwiki.   [2024-02-13]. （原始内容存档于2024-02-13） （俄语）.